# 王灝 (崇禎特用)
王灝，字一虞，浙江寧波府慈谿縣人，錢塘縣籍，明朝政治人物，賜特用出身。

## 生平
天啟元年（1621年）中浙江鄉試舉人，榜名王一虞。崇禎十三年以乙榜舉人賜特用。初授工部營繕司主事，後署郎中事，出為廣西梧州府知府。

## 家庭
- 父：王猷，字在吾，萬曆二十六年戊戌科進士，官南京工部主事。